# La Tarde (diario)
La Tarde fue un periódico de Jacobo Timerman lanzado el 16 de marzo de 1976 en Argentina y que apoyaba al golpe de Estado que estaba próximo a producirse. El director fue su hijo, Héctor Marcos Timerman. La publicación aparecía a diario 
Su formato emulaba al del alemán Bild Zeitung, con titulares altisonantes, grandes fotografías y escaso texto, estilo que era visto como sensacionalista. Publicó su última edición en agosto de 1976, durando solo 5 meses.

## Algunos de los titulares
En su edición del 16 de marzo de 1976, publicó en su primera plana una gran foto en la que se ve a la presidenta Isabel Perón hablando en público y a su lado, casi en sombras, a José López Rega, ambos bajo el titular: “¿Sigue gobernando?".
El.diario realizó innumerables tiras alcanzando a incorporar historieta costumbrista. En 
1993, de la colectividad judía, dirigido por Herman Schiller), comenzó a denunciar lo que ocurría.
A raíz de las denuncias del diario su editor y dueño Timerman fue detenido y secuestrado el 15 de abril de 1977 en su casa a las 3 de la mañana, por Valentín Milton Pretti y personal parapolicial,  bajo las órdenes del general Ramón Camps,  que manejaban una cárcel clandestina tal general antisemita sería condenado por crímenes de lesa humanidad una vez restablecida la democracia. Con él fue secuestrado Enrique Jara, subdirector del diario, y pocas horas después fue desaparecido (secuestrado, torturado y asesinado) Enrique Raab, uno de los periodistas másreconocifos de La Opinión.
Fue torturado y mantenido desaparecido en los centros clandestinos de detención Puesto Vasco (en Pilcomayo 51, de Don Bosco, en Quilmes), y en el COTI Martínez.
Su liberación hacia 1980 y posterior exilio.
En la primera hoja de la edición del 23 de marzo, un gran titular “Afirmese que asumiría el poder un gobierno militar”; más abajo, “Intento guerrillero en La Plata: once muertos”. Al costado una columna con tres titulares, uno arriba de otro: “Operativo. Detenciones en un recreo de la UOM; “Congreso. Ausencia de legisladores” y “Calabro. Mañana deja el gobierno bonaerense”.
La tapa del 24 de marzo tiene un gran titular: “Presto juramento. Junta Militar. Para reorganizar la Nación” y otro al costado: “Isabel detenida”. La tapa de una edición posterior tiene el titular “Nuevo Gobierno” seguido de “Comienza una etapa decisiva. Expectativa en lo económico”. Al costado los otros titulares son “Carne, con gran rebaja de precios” y “Terrorismo: fue asesinado un alto jefe de la policía”.
En una edición posterior el titular en grandes caracteres es “Mensaje de Videla al país”,  seguido de otros de menor tamaño “Golpe al extremismo: 10 bajas en tiroteos” y “¡Que siga!: Rebajan artículos de la canasta familiar”.
En la edición del 2 de abril el diario publicó una fotografía de Timerman cuando concurrió el día anterior a una reunión con el dictador Jorge Rafael Videla.